# Taku Watanabe
Taku Watanabe (født 9. november 1971) er en tidligere japansk fodboldspiller.
Han har spillet for flere forskellige klubber i sin karriere, herunder Bellmare Hiratsuka, Cerezo Osaka og Consadole Sapporo.